# Marienkirche (Drennhausen)

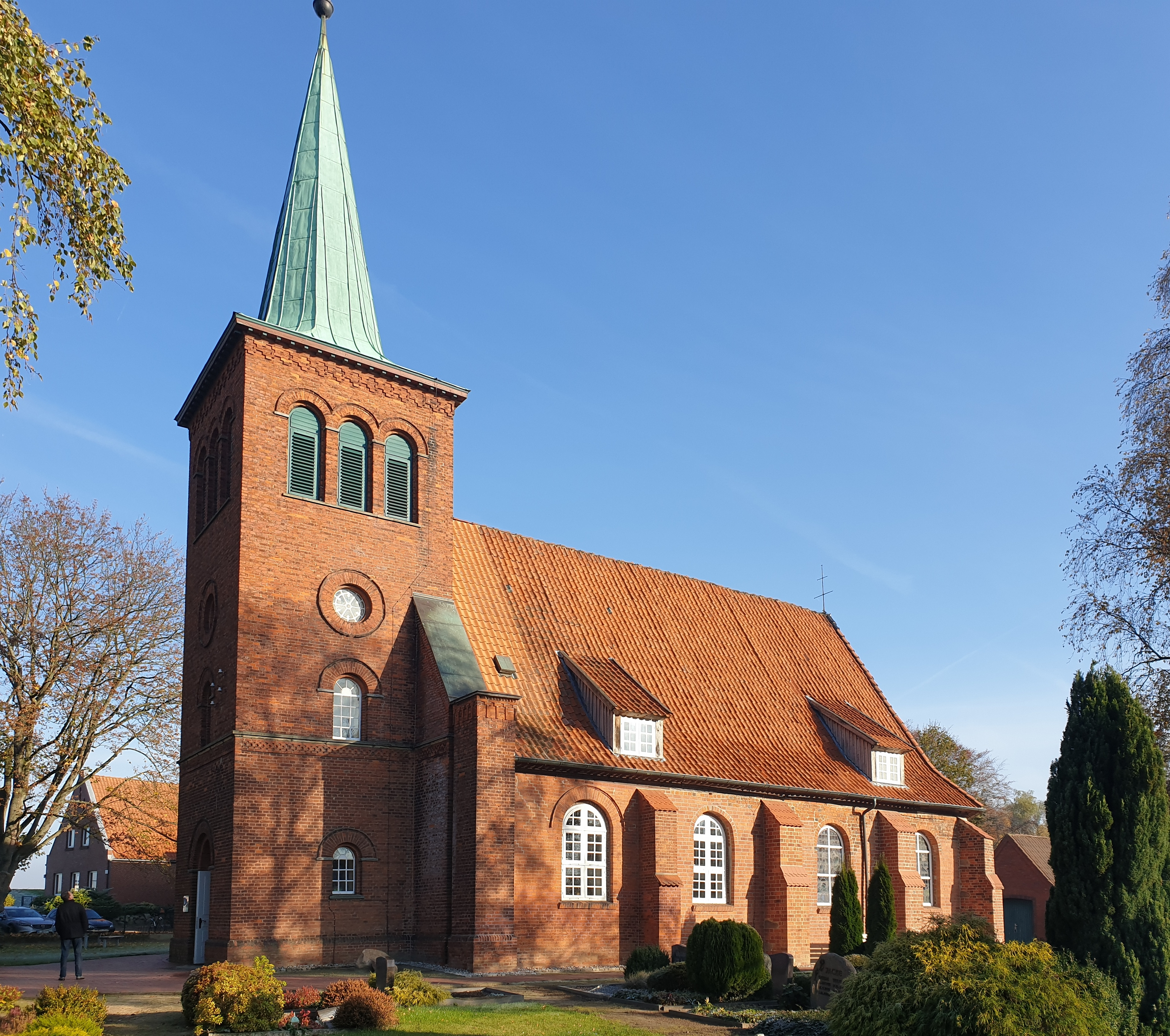
St. Marien in Drennhausen

Die Marienkirche oder auch St. Marien ist eine evangelisch-lutherische Pfarrkirche in Drennhausen. Sie gehört zur Gliedgemeinde Drennhausen in der Gesamtkirchengemeinde Elbmarsch im Kirchenkreis Winsen der Evangelisch-lutherischen Landeskirche Hannovers.

## Geschichte
Die Kirche wurde von Marschacht aus gegründet, da Drennhausen zu weit entfernt und durch die Wasserstände oft unzugänglich war. Ab 1308 bestand bereits eine Kapelle als Stiftung des Hacheder Pastors Johannes. Die erste urkundliche Erwähnung des heutigen Baus geht auf das Jahr 1347 zurück. Die Kirche wurde der Jungfrau Maria geweiht, woran bis 1704 noch eine Wetterfahne und die Glocke erinnerten.
Zum Ende des Dreißigjährigen Krieges wurden Sakristei, Brauthaus und das Dach an- und umgebaut.
Die ersten Eintragungen im „Drennhauser Kirchenbuch“ erfolgten 1667. Daraus geht unter anderem hervor, dass die Drennhauser Kirche während der Franzosenzeit als „Kastell an der Elbe“ genutzt wurde und durch einen tiefen Graben und Palisaden gesichert war. Nach der Zeit der Befreiungskriege wurde die Kirche um 1817 klassizistisch umgestaltet.
Der regionaltypische hölzerne Glockenturm wurde 1850 baufällig und durch einen Steinbau ersetzt. 1857 wurde eine Eduard-Meyer-Orgel in die Kirche eingebaut.

## Ausstattung

### Bildfenster
Von 1915 bis 1917 fertigte die Glasmalereianstalt Ferdinand Müller in Quedlinburg Bildfenster an. Sie zeigen:
- Die Weihnachtsgeschichte („Friede auf Erden!“)
- Jesu Taufe durch Johannes („Siehe, das ist Gottes Lamm!“)
- Der Auferstandene und Maria Magdalena („Maria! Rabuni!“)
- Jesus und die Emmaus-Jünger („Herr, bleibe bei uns!“)
- Jesus und der sinkende Petrus auf dem See („Herr, hilf mir!“)[3]

### Weiteres
Der Kanzelaltar ist so gestaltet, dass der Pfarrer aus der Altarwand heraus predigt. Über dem abschließenden Dreieck der Altarwand ist das Auge der Vorsehung dargestellt. Zum Inventar der Kirche gehören weiterhin der Altarleuchter (1747), eine Hostienbüchse (1726) und ein Abendmahlskelch (1859).
Nachdem der Turm 1881 mit einer Abendmahlsglocke (Kommet, denn es ist alles bereit) ausgestattet wurde, erfolgte der Guss zwei weiterer Glocken 1966 durch die Glocken- und Kunstgießerei Rincker. Die größere Glocke trägt die Inschrift: Ich bin der Weg und die Wahrheit und das Leben. Kirchengemeinde Drennhausen 1966, die kleinere Glocke: Glaube, Liebe, Hoffnung. Kirchengemeinde Drennhausen 1966.
Die Orgel wurde 1987/88 umfangreich überholt. 2017 erfolgte eine größere Renovierung der Kirche aufgrund von Feuchtigkeitsschäden.